# Longin Blinstrub

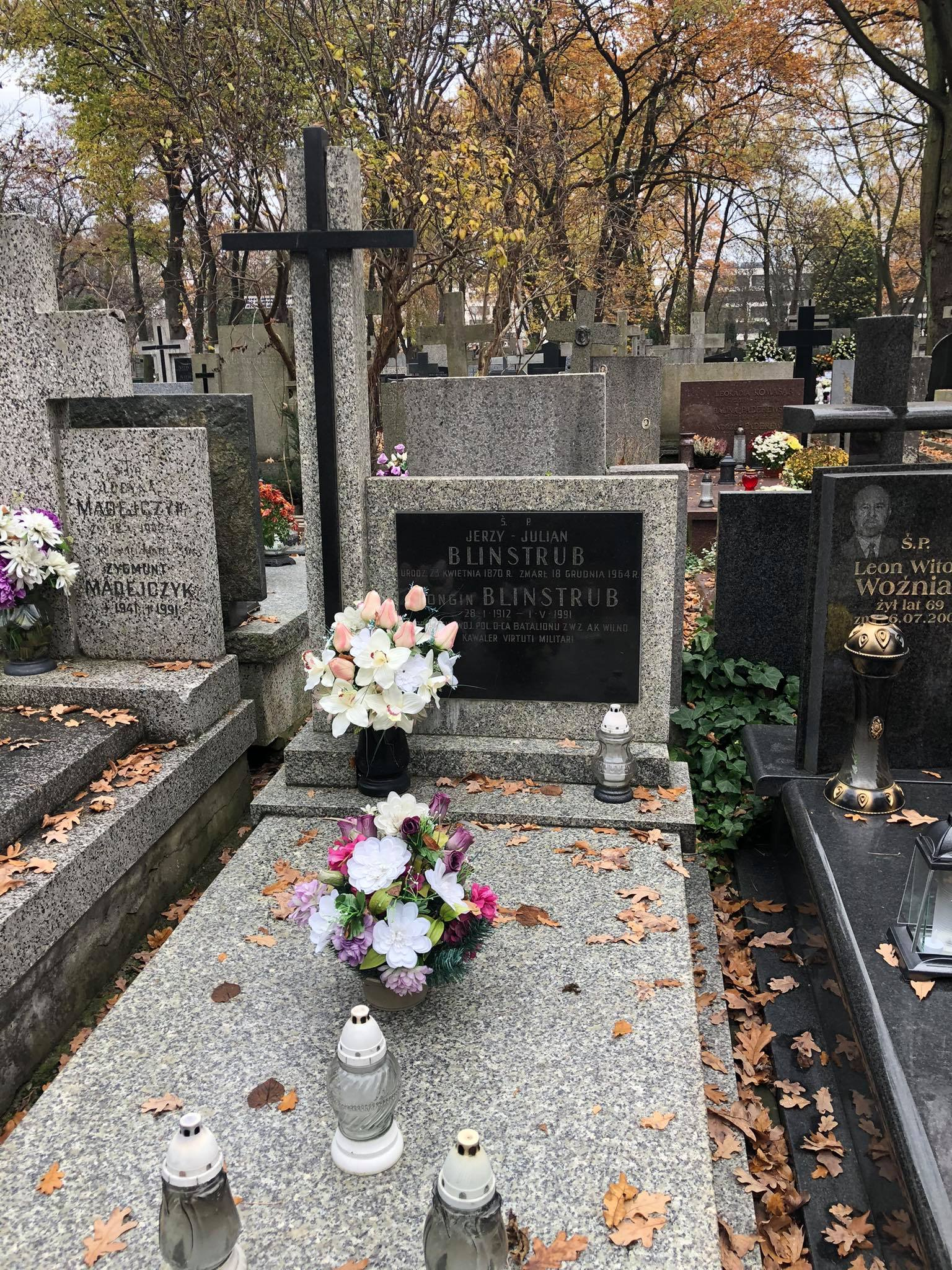
Grób Longina Blinstruba na cmentarzu Bródnowskim

Longin Blinstrub (ps. Lech, Łoś) (ur. 28 stycznia 1912 w Mołodecznie, zm. 1 maja 1991 w Warszawie) – polski ekonomista, porucznik Wojska Polskiego, żołnierz Związku Walki Zbrojnej i Armii Krajowej Okręg Wilno. 

## Życiorys
Syn Jerzego i Stanisławy z domu Krupowies. Ukończył studia ekonomiczne na Uniwersytecie Stefana Batorego. Po wybuchu II wojny światowej władze litewskie zamknęły Uniwersytet Stefana Batorego, wówczas ks. prof. Józef Wojtukiewicz i prof. Marian Morelowski zorganizowali tajne wykłady na Wydziale Kultury i Sztuki, ich słuchaczem był m.in. Longin Blinstrub. W listopadzie 1939 został aresztowany i internowany w obozie w Birsztanach. Po uwolnieniu zaangażował się w działalność państwa podziemnego, w stopniu porucznika został dowódcą 1 batalionu 2 Rejonu Dzielnicy B Garnizonu Armii Krajowej Wilno, który w 1941 został przekształcony w 1 Pułk im. Bolesława Chrobrego. Zawodowo pracował jako zastępca zawiadowcy stacji w Hoduciszkach, która pełnił również funkcję punktu kontaktowego. Był wykładowcą Szkoły Podchorążych Rezerwy. Po zajęciu Wilna przez Armię Czerwoną został aresztowany przez NKWD i uwięziony, a następnie skazany na karę łagru w Workucie, za rzekomą zdradę ojczyzny. Po powrocie do Polski pracował jako ekonomista, odznaczony Orderem Virtuti Militari.
Pochowany na cmentarzu Bródnowskim (kw. 6K, rząd IV, grób 24).